# 小行星9408
小行星9408（英語：9408 Haseakira）是一颗围绕太阳公转的小行星。1995年1月20日，小林隆男在大泉天文台发现了此天体。
这颗小行星的绝对星等为267.9166556476898等。